# Schkopau
Schkopau – gmina samodzielna w Niemczech, w kraju związkowym Saksonia-Anhalt, w powiecie Saale.
Do 30 czerwca 2007 gmina należała do powiatu Merseburg-Querfurt. 31 grudnia 2009 do Schkopau przyłączono gminę Wallendorf (Luppe).

## Współpraca
Miejscowość partnerska:
- Schwalbach am Taunus, Hesja